# فلج مغزی
فلج مغزی (به انگلیسی: cerebral palsy) یا به اختصار سی پی گروهی از اختلالات حرکتی دایم در سیستم عصبی ولی غیر پیشرونده هستند که به دلیل ناهنجاری‌های مادرزادی یا آسیب‌های وارده بر مغز در مراحل اولیه تکامل ایجاد می‌گردند. تعدادی از اینان فقط نقص حرکتی دارند و اختلال دیگری ندارند ولی در سایر بیماران علایم احتمالی همراه این اختلالات، مشکلات یادگیری، شنیدن، دیدن و تشنج است. وضعیت هوش بسته به محل آسیب متغیر است و بعضی از این کودکان از نظر هوشی با استعدادند.
فلج مغزی دارای چندین نوع متفاوت است:
1. اسپاستیک (Spastic)، شایعترین نوع که ۷۰ تا ۸۰ درصد موارد را شامل می‌شود در اثر آسیب به نورون‌های حرکتی فوقانی در مسیر پیرامیدال ایجاد می‌شود گاهی دو طرفه‌است حداقل با دو مورد از موارد زیر مشخص می‌شود: الگوی حرکتی غیرطبیعی، افزایش تون(tone) عضلات، رفلکس‌های پاتولوژیک مانند بابنکس و هیپررفلکسی
2. آتاکسیک (Ataxic)، در کمتر از ۵ درصد موارد مشاهده می‌شود به علت آسیب مخچه روی می‌دهد و مشخصات آن عبارت است از وضعیت (posture) غیرطبیعی و فقدان هماهنگی منظم عضلات و یا هر دو
3. دیس کینتیک (Dyskinetic)، ده تا پانزده درصد موارد را تشکیل می‌دهد مشخصه آن الگوهای حرکتی غیرطبیعی و حرکات بدون اراده، کنترل نشده و راجعه‌است
4. هیپوتونیک(Hypotonic)[۲]
5. ترکیبی از انواع فوق.[۳][۴][۵]

نکته:در هرکدام از انواع فلج مغزی باید بدانیم که ممکن است علایم دیگر اختلالات حرکتی که ارتباطی هم با فلج مغزی ندارند ممکن است مشاهده شوند.بنابراین برای اختلالات همراه فلج مغزی در کنار خود فلج مغزی باید دسته بندی های تخصصی و بهتری در نظر گرفت به عنوان مثال در برخی کودکان فلج مغزی ما شاهد اختلالات تیک و روانی تنی هستیم که ارتباطی با خود فلج مغزی ندارد و برای رسیدگی به آنها باید از متخصص بهره جست

## علل، شیوع
شیوع فلج مغزی ۳/۳ در هر ۱۰۰۰ نفر است؛ تقریباً ۸۱ درصد آنها مبتلا به نوع اسپاستیک فلج مغزی هستند در میان کودکان با فلج مغزی ۸ درصد دچار طیفی از اختلالات مانند اوتیسم و ۳۵ درصد مبتلا به صرع هستند. ۵۶ درصد قادر به راه رفتن به تنهایی و ۳۳ درصد دچار محدودیت حرکتی و یا نا توانی در راه رفتن هستند
فلج مغزی توسط آسیب یا ناهنجاری‌های مغزی ایجاد می‌شود. بسیاری از این مشکلات در دوران جنینی رخ می‌دهند اما این اختلال می‌تواند در هر زمان دیگری طی ۲ سال اول زندگی، زمانی که مغز کودک همچنان در حال تکامل است رخ دهد.
در بعضی از افراد با فلج مغزی به‌علت کاهش سطح اکسیژن (هیپوکسی) بخش‌هایی از مغز آسیب دیده‌اند.

## عوامل خطرساز
نوزادان زودرس برای بروز فلج مغزی در خطر بیشتری قرار دارند.
فلج مغزی در بعضی از کودکان درنتیجه
- تولد باوزن کمتر از ۱۵۰۰ گرم
- عوارض حاملگی مانند پلی هیدآمنیوس اکلامپسی، خونریزی در سه ماهی سوم، چند قلویی، پرزانتاسیون غیرطبیعی جنین، تب مادر
- تشنج یا اختلالت تشنجی در مادر
- درمان مادر با هورمون تیروئید استروژن یا پرژسترون
- آنسفالوپاتی هیپوکسیک -ایسکمیک[۷]
- خونریزی مغزی
- عفونت‌های مغزی (آنسفالیت، مننژیت، ابتلا به ویروس هرپس سمپلکس)
- ضربه مغزی
- عفونت در مادر طی دوران بارداری (سرخجه)
- ایکتر شدید
- علل نامشخص

## علائم
بیشتر موارد ابتلا به جز موارد خفیف در ۱۸ ماه اول زندگی مشخص می‌شوند. علایم به صورت ناتوانی در رسیدن به استانداردهای حرکتی، وجود اختلالاتی مثل عملکرد حرکتی خشن و نامتقارن و افزایش تون عضلات (hypertonia) یا کاهش تون عضله (hypotonia). علایم بسیار متفاوت است علایم ممکن است خفیف یا شدید باشد و تنها یک نیمه بدن یا هر دو نیمه بدن درگیر باشد. با درگیری بیشتر دست‌ها یا پاها و یا هر ۴ اندام همراه باشد.
حرکات غیرطبیعی (نظیر پیچشی، پرشی، چرخشی) در دست‌ها، پاها، بازو، ساق با، این حرکات حین استرس تشدید می‌یابد.
لرزش، عدم حفظ هماهنگی و تعادل بدن، عضلات شل به‌خصوص در حالت استراحت، مفاصل بیش از حد متحرک، کاهش ضریب هوشی، کاهش توانایی یادگیری، اختلال در تکلم، مشکلات شنوایی و بینایی، تشنج، درد به‌خصوص در بالغان، علایم گوارشی (شامل اختلال در مکیدن شیر، یا غذا خوردن، جویدن، بلعیدن، استفراغ و یبوست، افزایش آبریزش دهان)، روند کند رشد، تنفس‌های نامنظم، بی‌اختیاری ادرار.
تعداد و شدت علایم زیر در کودکان دچار فلج مغزی، کاملاً متغیر است:
1. بروز مشکل در مکیدن نوک پستان یا شیشه شیر در همان اوایل شیرخوارگی
2. فقدان تون عضلانی طبیعی (در مراحل اولیه)
3. کندی رشد و نمو (راه رفتن، صحبت کردن)
4. سفتی و اسپاسم عضلات (در مراحل بعدی)
5. درجات متغیری از عقب‌ماندگی ذهنی
6. مشکل در هماهنگی و تعادل بدن
7. کری
8. ژست‌های غیرطبیعی بدن
9. لوچی
10. حرکات بی‌هدف بدن
11. تشنج[۹]

## عواقب مورد انتظار
شدت این نوع اختلال در کودکان بسیار متغیر است. امکان دارد کودک دچار فلج مغزی، علی‌رغم ناتوانی عضلانی شدید، بسیار با هوش باشد. از بسیاری از کودکان دچار فلج مغزی می‌توان در محیط گرم خانه نگهداری کرد. آن دسته از کودکانی که اختلال خفیف‌تری دارند می‌تواند یک زندگی پربار و تقریباً طبیعی داشته باشند. اما کودکانی که اختلال شدید دارند ممکن است نیازمند مراقبت مخصوص باشند.

## تشخیص
تشخیص فلج مغزی (CP) اساساً بر اساس شرح حال و معاینه فیزیکی است که اغلب در سنین جوانی ارزیابی می شود. ارزیابی حرکات عمومی، اندازه گیری حرکات خود به خودی افراد کمتر از چهار ماه، دقیق ترین روش است. کودکانی که علائم شدید دارند معمولا زودتر تشخیص داده می شوند. علائم و تشخیص معمولاً تا دو سالگی رخ می‌دهد، اما موارد خفیف‌تر ممکن است بعداً در زندگی تشخیص داده شوند.
ارزیابی های شناختی، مشاهدات پزشکی و ارزیابی جنبه های مختلف در تایید تشخیص مفید است. تشخیص زودهنگام و مداخله در مدیریت فلج مغزی بسیار مهم است.

#### یادگیری ماشینی در تشخیص فلج مغزی
الگوریتم‌های یادگیری ماشین به تشخیص زودهنگام خودکار با استفاده از روش‌هایی مانند شبکه‌های عصبی عمیق و ترکیب ویژگی‌های هندسی کمک می‌کنند. این روش ها دقت بالایی در پیش بینی فلج مغزی از ویدیوهای کوتاه نشان می دهند.

#### آزمایش های تشخیصی بیشتر
- تصویربرداری عصبی با CT یا MRI زمانی استفاده می شود که علت فلج مغزی ناشناخته باشد. به دلیل عملکرد تشخیصی و ایمنی، MRI بر CT ارجحیت دارد.
- CT یا MRI می تواند شرایط قابل درمان را نشان دهد و زمان آسیب اولیه را نشان دهد.
- ناهنجاری های تشخیص داده شده توسط تصویربرداری عصبی ممکن است نشان دهنده شرایط مرتبط مانند صرع و ناتوانی ذهنی باشد. خطر کمی در ارتباط با آرام کردن کودکان برای نتایج واضح MRI وجود دارد.

#### چالش در تشخیص فلج مغزی
- سن تشخیص فلج مغزی مهم است، اما هیچ اتفاق نظری در مورد بهترین سن وجود ندارد.
- خطر تشخیص اشتباه در نوزادان زیر 18 ماه بیشتر است زیرا برخی از مشکلات موقتی ممکن است با فلج مغزی اشتباه گرفته شوند.
- فلج مغزی باید از اختلالات متابولیک، تومورهای سیستم عصبی، اختلالات ماده سفید رو به وخامت، و اختلالاتی که باعث ضعف و اسپاسم پا می شود، متمایز شود.
- در انگلستان، ناتوانی در نشستن مستقل تا 8 ماه به عنوان یک علامت بالینی برای نظارت بیشتر در نظر گرفته می شود [۱۰].
- سندرم ایکس شکننده و ناتوانی ذهنی عمومی نیز باید رد شود.

## پیشگیری
ترتیبات مراقبت مناسب را در زمان حاملگی، شروع درد زایمانی، و زایمان فراهم آورید.
1. در زمان حاملگی، رژیم غذایی طبیعی و متعادل داشته باشید.
2. در زمان حاملگی، بدون مشورت با پزشک خود هیچ دارویی مصرف نکنید. به هیچ عنوان الکل ننوشید.
3. در زمان حاملگی، از افراد بیمار و مبتلا به عفونت دوری گزینید.[۹]

## درمان
درمان به نوع اختلال عملکردی بستگی دارد درمان‌های فیزیکی و کاردرمانی به نحو مطلوبی وضعیت و حرکات بدنی را تسهیل می‌کند روش‌های درمانی عبارتند از
1. کاردرمانی بهترین و موثرترین شیوه جهت درمان و بهبودی این کودکان است و در صورت صلاح دید کاردرمانگر مرتبط به فیزیوتراپیست محترم مراجعه شود.
2. درمان تشنج، اختلالات ارتوپدی، و اختلالات حسی.[۱۱]
3. هیچ راه معالجه‌ای وجود ندارد. اما با درمان مناسب می‌توان به این کودکان کمک کرد.
4. روان درمانی یا مشاوره برای کمک به خانواده کودک برای پذیرش وضعیت کودکشان و کمک کردن به وی برای دستیابی به حداکثر توانایی خود
5. جراحی برای تصحیح مشکلات عضلانی و بدشکلی‌های مرتبط (گاهی)
6. مراقبت در مکان مخصوص نگهداری درازمدت کودکان دچار فلج مغزی شدید (گاهی)
7. با توجه به این که تشخیص زودهنگام مهم است، کودک خود را مرتب برای چکاب پیش پزشک ببرید. تشخیص ندادن فلج مغزی ممکن است باعث شود کودک فرصت وارد شدن به برنامه‌های مخصوص برای به حداکثر رساندن رشد و نمو را از دست دهد.
8. همواره در مورد خود و کودک‌تان دید مثبت داشته باشید. گاهی نتایج دور از انتظار و خوبی به دست می‌آید.
9. با دیگر والدینی که کودکانشان فلج مغزی داشته‌اند مشورت کنید و از آنها راهنمایی و کمک بخواهید.
10. در مورد برنامه‌های آموزشی و فیزیوتراپی مخصوص این کودکان و نیز گروه‌های حمایتی تحقیق به عمل آورید تا بتوانید به بهترین درمان دسترسی داشته باشید و توانایی‌های کودکتان را به حداکثر برسانید.[۹]
11. تجویز داروهای خوراکی، تجویز بوتولینیوم، کارگذاری پمپ اینتراتکال باکلوفن جهت درمان اسپاسیته

## فعالیت
1. کودکتان را تشویق کنید تا هر چقدر می‌تواند فعالیت داشته باشد.
2. با انجام فیزیوتراپی، کار درمانی، گفتار درمانی، و استفاده از وسایل مخصوص می‌توان به کودک کمک کرد تا به حداکثر توانایی ممکن دست یابد.[۹]

## رژیم غذایی
هیچ رژیم خاصی توصیه نمی‌شود. یبوست شایع است و شاید نیاز به نرم‌کننده‌های مدفوع وجود داشته باشد.